# Acacétine
L'acacétine est une flavone O-methylé qu'on trouve dans le robinier faux-acacia (Robinia pseudoacacia).
Elle est produite, avec la S-adénosylméthionine, par l'action de l'enzyme apigénine 4'-O-méthyltransférase sur la S-adénosylméthionine et l'apigénine (5,7,4'-trihydroxyflavone).